# Fiorinia sapindi
Fiorinia sapindi är en insektsart som beskrevs av Green 1919. Fiorinia sapindi ingår i släktet Fiorinia och familjen pansarsköldlöss. Inga underarter finns listade i Catalogue of Life.